# Arrowhead-Nunatak
Der Arrowhead-Nunatak ist ein langer und schmaler Nunatak in der antarktischen Ross Dependency. Er ragt 11 km südöstlich des Sullivan-Nunatak aus dem Kopfende des Nimrod-Gletschers im Transantarktischen Gebirge auf.
Die Nordgruppe der New Zealand Geological Survey Antarctic Expedition (1960–1961) kartierte und benannte ihn. Namensgebend ist seine Ähnlichkeit mit einer Pfeilspitze (englisch arrowhead).